# 达维德·贝达尔
达维德·贝达尔（法語：David Bédard，1965年10月23日—），加拿大男子跳水运动员。他曾代表加拿大参加1987年和1995年泛美运动会跳水比赛，获得二枚铜牌。他也曾参加1984年、1988年、1992年和1996年夏季奥运会。